# Jakob Friedrich Studer

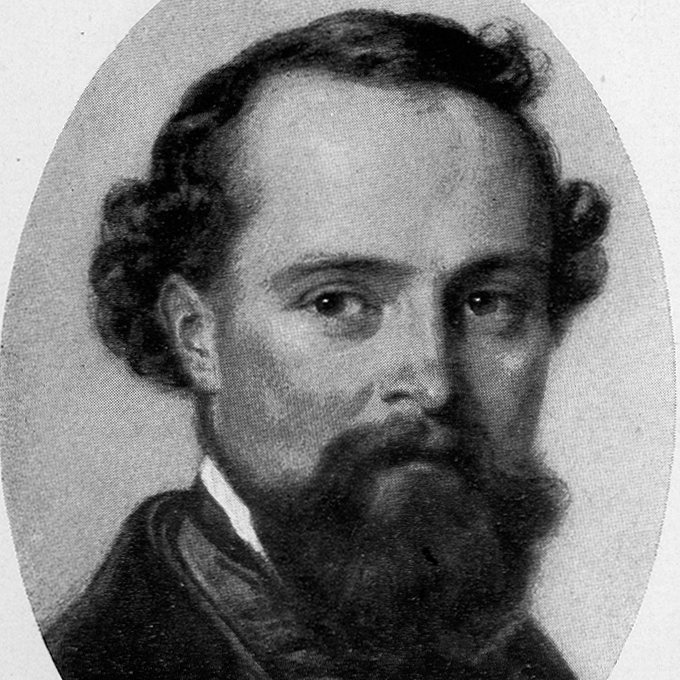
Jakob Friedrich Studer, Porträt von Johann Friedrich Dietler.

Jakob Friedrich Studer, auch Friedrich Studer (* 12. April 1817 in Bern; † 19. Dezember 1879 ebenda), war ein Schweizer Architekt.

## Leben und Karriere
Studer absolvierte eine Lehre als Zimmermann und liess sich in Vevey und Basel zum Architekten ausbilden. Bereits vor 1850 wirkte er in Bern eine als selbstständiger Architekt. Dazu gehören in erster Linie der Bau des Bundesratshauses (heute Bundeshaus-West) und des Hotels Bernerhof als erstes Nobelhotel in der Stadt Bern. Gemeinsam mit seinem Schwager Horace Edouard Davinet baute er in Interlaken das Hotel Victoria-Jungfrau. Die beiden führten in Interlaken einige Jahre ein Architekturbüro.

## Ausgewählte Werke
- Bernerhof, Bern (1856–1858)
- Bundeshaus-West, Bern (1852–1857)
- Hotel Victoria-Jungfrau, Interlaken (1864/65)